# BHStB IIa2
Die Reihe IIa2 war eine Dampflokomotive in Bosnischer Spurweite der Bosnisch-Herzegowinischen Staatsbahnen (1895 bis 1908), beschafft wurden sie ab 1881 von der k. u. k. Bosnabahn (1879 bis 1895). Im Betrieb waren anfangs jeweils zwei Loks Rücken an Rücken zu einer Doppellokomotive gekuppelt. Da sich diese Betriebsform aber nicht sonderlich bewährte, verkehrten die Lokomotiven nach wenigen Jahren zunehmend nur mehr einzeln.

## Geschichte

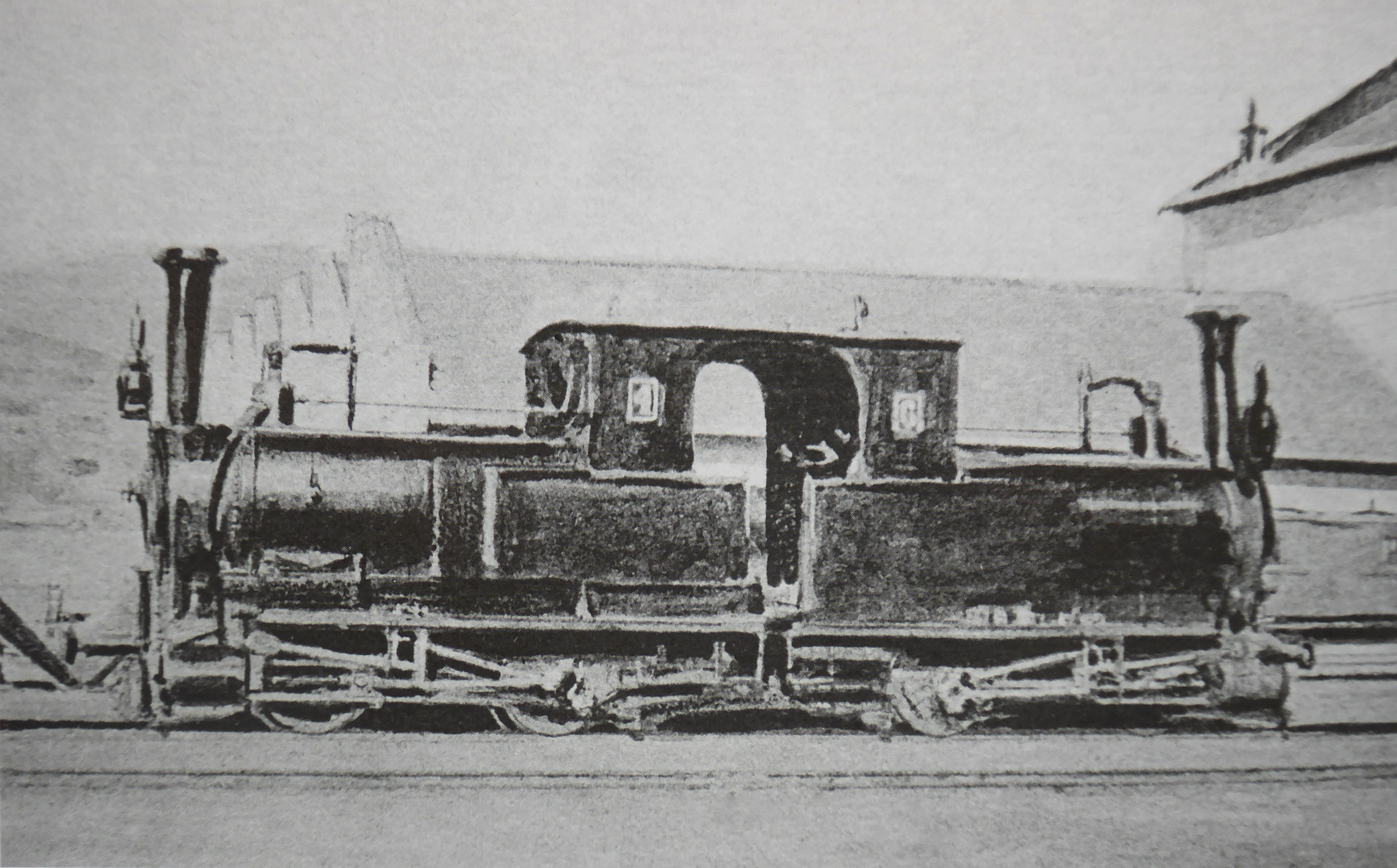
Doppellokomotive Reihe IIa2 in Sarajevo 1885

Anfänglich verkehrten ab 1879 auf dem ersten Abschnitt der Bosnabahn ab Bosanski Brod 24 kleine Feldbahnlokomotiven der Baufirma Hügel & Sager, die allerdings nur einen Leistungsbereich von 20 bis 60 PS abdeckten und entsprechend geringe Vorräte mitführten. Durch das rasch ansteigende Verkehrsvolumen entstand dringender Bedarf nach stärkeren Lokomotiven. Die Anforderung dafür lautete, eine Last von 120 t mit 30 km/h in der Ebene zu führen, auf 13,6 ‰ Steigung sollten damit noch 15 km/h erreicht werden und das bei Radien von lediglich 35 m auf leicht verlegtem Oberbau mit nur 6 t zulässiger Achslast.
Aus den sieben eingegangenen Angeboten kam die Lösung einer Doppellokomotive mit nominal 150 PS von Krauss in München zur Beschaffung, wegen der Gründung eines Zweigwerks in Linz wurden die Nummern 3 bis 16 dann ab 1882 schon von dort geliefert. Vom Hersteller bekam jede Doppellokomotive nur eine Fabriknummer, bei der kkBB wurde dagegen jede einzelne (Halb-)Lokomotive mit einer eigenen Nummer versehen.
Im Betrieb kam es neben der durchaus erwünschten Leistungssteigerung allerdings zu hohen Kosten, weil effektiv pro Doppellok zwei Lokomotiven zu erhalten waren. Auch verursachte die Art der Kupplung der beiden Hälften einen großen Laufwiderstand in den vielen engen Bögen und das Personal war der großen Hitze im Führerhaus durch die beidseitigen Kessel ausgeliefert. Dazu kam das Problem, beide Kessel für eine möglichst gleichmäßige Dampfproduktion zu bedienen.

## Weiterer Einsatz und Verbleib
Nachdem ab 1886 die sehr gut gelungene Nachfolgebaureihe IIIa4 mit ihrem kurvengängigen Klose-Lenkwerk in großer Stückzahl beschafft wurde, versetzte man die Lokomotiven der Reihe IIa2 deshalb recht bald auf die kurzen Nebenstrecken der Bosnabahn und in sonstige untergeordnete Dienste, wobei sie dabei meist in einzelne Lokomotiven getrennt wurden. 1895 wechselten sie zu den Bosnisch-Herzegowinischen Staatsbahnen (BHStB, ab 1908 Bosnisch-Herzegowinische Landesbahnen BHLB), wo sie endlich die Reihenbezeichnung IIa2 erhielten. Durch die Lokomotivknappheit im Ersten Weltkrieg kamen sie auch zu Einsätzen auf der Steinbeisbahn und sogar zu der damals noch sehr isolierten und abgelegenen Strecke Bar–Virpazar.
Nach dem Ersten Weltkrieg kamen sie zur „Železnice Kraljevine Srba, Hrvata i Slovenaca“ (Eisenbahnen des Königreichs der Serben, Kroaten und Slowenen, SHS), welche wiederum zwischen 1929 und 1933 zur „Jugoslovenske Železnice“ (Jugoslawische Eisenbahn, JDŽ) wurde. Bei dieser Übernahme war ursprünglich die Reihenbezeichnung 175 vorgesehen, für die mittlerweile zur Gänze einzeln verkehrenden Lokomotiven wurde dann aber die Reihe 173 festgelegt. In der Folge kamen 6 oder 7 Stück auch in Serbien zum Einsatz, wobei bis zum Zweiten Weltkrieg die meisten davon ausgemustert wurden. 1942 verschlug es schließlich die Lokomotiven 173-002 und 012 zur Materialbahn Tschagguns–Partenen in Vorarlberg, wo sie beim Kraftwerksbau der Illwerke bis 1956 zum Einsatz kamen. In Jugoslawien ging die letzte verbliebene Lokomotive ebenfalls in diesem Zeitraum außer Betrieb und es blieb keine erhalten.

## Technische Beschreibung

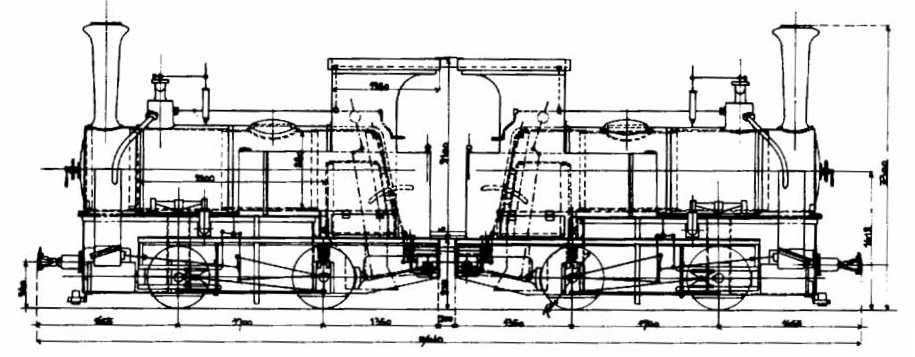
Skizze der Doppellokomotiven

Es handelte sich um zweiachsige Tenderlokomotiven, welche mittels zentralem Puffer und zweier Kuppeleisen Rücken an Rücken gekuppelt waren. Im Gegensatz zu Fairlie-Lokomotiven mit zwei Drehgestellen unter einem durchgehenden Rahmen verursachten die beiden Lokhälften in den engen Bögen aber einen hohen Laufwiderstand, da sie sich kräftebedingt nicht tangential ausrichten konnten. Dadurch entstand erhebliche Reibung und damit Verschleiß an Schienen und Rädern.
Die Kessel waren domlos mit außenliegendem Regler ausgeführt und mit Federwaagventilen bzw. direkt federbelasteten Sicherheitsventilen ausgerüstet. Die zwei Regler und die Steuerungen der Bauart Allan waren jeweils über Hebel und Wellen zur gemeinsamen Bedienung verbunden. Der Lokomotivrahmen war als Wasserkastenrahmen ausgeführt, der Brennstoff in den seitlichen Kohlekästen untergebracht. Anfangs besaßen die Lokomotiven eine Trichterkupplung, bis ab 1888 die Bosna-Kupplung zum Einsatz kam.
Probleme im Betrieb ergaben sich durch die hohe Beanspruchung des Heizers beim Bedienen beider Kessel und durch die unvermeidliche ungleichmäßige Dampfentwicklung. Außerdem sorgte die kurze Kessellänge mit 2.200 mm für einen hohen Kohleverbrauch, dazu kamen noch die Kosten für den Unterhalt von jeweils zwei Kesseln und Triebwerken. Durch die deutlich stärkere, schnellere und wirtschaftlichere Bauart IIIa4 wurden sie ab 1886 alsbald im Hauptstreckendienst abgelöst und schon ab 1886 mit einem verlängerten Führerhaus und einer Rückwand als einzelne Lokomotiven eingesetzt. Teilweise wurden die Doppelloks je nach betrieblichen Erfordernissen getrennt und vereinigt, zwischen 1900 und 1910 sollen dann aber endgültig alle Maschinen zu Einzelloks umgebaut worden sein.

## Lokomotivliste
| Hersteller     | Fabriks- Nummer | Baujahr | kkBB- Nummer | BHStB-Nr. BHLB-Nr. | Einsatz im Ersten WK               | SHS-Nr. | JDŽ-Nr. ab 1933 | Verbleib                    | ausgemustert |
| -------------- | --------------- | ------- | ------------ | ------------------ | ---------------------------------- | ------- | --------------- | --------------------------- | ------------ |
| Krauss/München | 1023            | 1881    | 1            | IIa2 11            |                                    | IIa2 11 | 173-001         | HDŽ                         | 195?         |
| Krauss/München | 1023            | 1881    | 2            | IIa2 12            | Bar–Virpazar, Simin Han–Bulatovici | IIa2 12 | 173-002         | SDŽ, Preduzece TITO Vogosca |              |
| Krauss/Linz    | 1158            | 1882    | 3            | IIa2 13            | Simin Han–Bulatovici               | IIa2 13 | 173-003         | HDŽ, ab 1942 Tschagguns 5   | 1956         |
| Krauss/Linz    | 1158            | 1882    | 4            | IIa2 14            | Simin Han–Bulatovici               | IIa2 14 | 173-004         |                             |              |
| Krauss/Linz    | 1159            | 1882    | 5            | IIa2 15            |                                    | IIa2 15 | 173-005         | HDŽ                         |              |
| Krauss/Linz    | 1159            | 1882    | 6            | IIa2 16            | Simin Han–Bulatovici               | IIa2 16 | 173-006         |                             |              |
| Krauss/Linz    | 1160            | 1882    | 7            | IIa2 17            |                                    | IIa2 17 | 173-007         |                             |              |
| Krauss/Linz    | 1160            | 1882    | 8            | IIa2 18            |                                    | IIa2 18 | 173-008         |                             |              |
| Krauss/Linz    | 1161            | 1882    | 9            | IIa2 19            | Simin Han–Bulatovici               | IIa2 19 | 173-009         | SDŽ                         |              |
| Krauss/Linz    | 1161            | 1882    | 10           | IIa2 20            | Steinbeisbahn 37"                  | IIa2 20 | 173-010         | HDŽ                         |              |
| Krauss/Linz    | 1162            | 1882    | 11           | IIa2 21            | Bar–Virpazar                       | IIa2 21 | 173-011         |                             |              |
| Krauss/Linz    | 1162            | 1882    | 12           | IIa2 22            | Bar–Virpazar                       | IIa2 22 | 173-012         | HDŽ, ab 1942 Tschagguns 6   | 1956         |
| Krauss/Linz    | 1437            | 1883    | 13           | IIa2 23            |                                    |         |                 | 1916/17 verkauft            |              |
| Krauss/Linz    | 1437            | 1883    | 14           | IIa2 24            | Steinbeisbahn 37'                  | IIa2 24 | 173-013         | Kamengrad                   |              |
| Krauss/Linz    | 1438            | 1883    | 15           | IIa2 25            |                                    | IIa2 25 | 173-014         |                             |              |
| Krauss/Linz    | 1438            | 1883    | 16           | IIa2 26            |                                    | IIa2 26 | 173-015         |                             |              |

| Bahngesellschaft                                      | Bahngesellschaft                              | Zeitraum      |
| ----------------------------------------------------- | --------------------------------------------- | ------------- |
| kkBB                                                  | k. u. k. Bosnabahn                            | 1879 bis 1895 |
| BHStB                                                 | Bosnisch-Herzegowinische Staatsbahn           | 1884 bis 1895 |
| BHStB                                                 | Bosnisch-Herzegowinische Staatsbahnen         | 1895 bis 1908 |
| BHLB                                                  | Bosnisch-Herzegowinische Landesbahnen         | 1908 bis 1918 |
| SHS                                                   | Železnice Kraljevine Srba, Hrvata i Slovenaca | 1918 bis 1929 |
| JDŽ                                                   | Jugoslovenske Državne Železnice               | 1929 bis 1954 |
| JŽ                                                    | Jugoslovenske Železnice                       | 1954 bis 1991 |
| Die Umzeichnung von SHS auf JDŽ fand erst 1933 statt. |                                               |               |